# The Silent Enigma
The Silent Enigma ist das zweite Studioalbum der britischen Band Anathema. Es wurde im Oktober 1995 bei Peaceville Records veröffentlicht.

## Entstehung und Stil
Das selbstproduzierte Album wurde in Newcastle aufgenommen, nur zu …Alone fanden zusätzliche Aufnahmen in Liverpool statt. Gemischt wurde es im Studio The Academy in Dewsbury von Mags. Während der Aufnahmen zu The Silent Enigma verließ Sänger Darren White die Band. Gitarrist Vincent Cavanagh übernahm den Gesang, der im Vergleich zum Growling Whites als heiseres Shouting angelegt war. Das Songwriting wurde auf dem Album im Vergleich zum ersten Album verfeinert und hob sich etwa von den Genrekollegen wie Paradise Lost ab. Die Songs sind meist langsam, teils sind aber auch schnelle Death-Metal-Passagen vorhanden. …Alone enthält dagegen Akustikgitarren und Streichinstrumente sowie weiblichen Gesang, letzterer zählt zu den typischen Elementen des Gothic Metal. Rebecca Wilson sang diesen ein. Bei Shroud of Frost findet sich ein Spoken-Word-Teil, der von Deryk Fullwood übernommen wurde.

## Rezeption
Im Magazin Rock Hard schrieb Michael Rensen, die Band habe sich „hörbar weiterentwickelt“, Cavanagh ersetze White „trotz eingeschränkter stimmlicher Möglichkeiten sehr effizient“.

## Titelliste
1. Restless Oblivion – 8:01
2. Shroud of Frost  – 7:31
3. …Alone – 4:24
4. Sunset of Age – 6:55
5. Nocturnal Emission – 4:20
6. Cerulean Twilight – 7:05
7. The Silent Enigma – 4:25
8. A Dying Wish – 8:11
9. Black Orchid – 3:40

Bonustitel
1. The Silent Enigma Orchestral – 4:12 (Digipak-Bonustitel)
2. Sleepless 96 – 4:31 (Digipak-Bonustitel)